# Vittorio Rossi Pianelli
Pour les articles homonymes, voir Pianelli.
Vittorio Rossi Pianelli, né Vittorio Rossi le 9 juillet 1869 à Turin et mort le 25 septembre 1953 à Rome, est un acteur et réalisateur italien.

## Biographie
Pianelli est le nom de famille de sa mère.

## Filmographie

### Acteur
- 1910 : Floretta e Patapon
- 1910 : Le Déserteur
- 1910 : Pergolesi
- 1911 : Napoléon à Sainte-Hélène de Mario Caserini : Napoléon
- 1912 : César Borgia de Gerolamo Lo Savio : le pape Alexandre VI
- 1912 : La Chaise du diable
- 1912 : La Justice de l'abîme
- 1912 : Le Groupe du bonheur
- 1912 : Le Portrait de l'aimée
- 1912 : Le Vautour et la colombe
- 1912 : Les Hasards de la vie
- 1912 : Supplizio d'anime
- 1912 : Une conspiration contre Murat de Giuseppe Petrai : Joachim Murat
- 1913 : Il treno degli spettri
- 1913 : Le cœur n'oublie pas
- 1914 : Brivido di morte
- 1914 : Chi non vede la luce
- 1914 : Colei che tutto soffre
- 1914 : I mariti allegri
- 1914 : L'alba del perdono
- 1914 : Ma l'amor mio non muore... de Mario Caserini : Colonel Julius Holbein
- 1914 : Memoria dell'altro
- 1914 : Néron et Agrippine de Mario Caserini : Néron
- 1915 : Lungi dal nido
- 1915 : Ombre umane
- 1916 : Bob salva la vita all'Ammiraglio
- 1916 : Val d'olivi
- 1917 : Il delitto dell'opera
- 1917 : La trilogia di Dorina
- 1917 : Triste realtà
- 1918 : L'Excuse d'un crime : Valnera
- 1918 : La moglie di Claudio : Claudio Ruper
- 1918 : Le Mariage d'Olympe
- 1918 : Maciste détective
- 1918 : Mèche d'or
- 1918 : Una sventatella
- 1919 : Il bacio di Dorina
- 1919 : Il fantasma senza nome
- 1919 : Io te uccido !
- 1919 : Israël
- 1919 : La Reine du charbon
- 1919 : La maschera e il volto
- 1920 : Hedda Gabler
- 1920 : Il sogno d'oro di Cavicchioni
- 1920 : La corsa al sepolcro
- 1920 : La trilogia di Maciste
- 1921 : Il suo destino
- 1921 : L'assalto ai pescicani
- 1921 : Le avventure di Fantasio Nuvola
- 1922 : Il quadrante d'oro
- 1922 : La via delle lacrime
- 1923 : La storia di Clo-Clo : Antonio Malasson
- 1923 : Le due catene
- 1924 : Ultimissime della notte
- 1925 : Chiagno pe tte!...
- 1925 : Te lasso!...
- 1925 : Varca napulitana
- 1931 : Fiocca la neve
- 1938 : The Count of Brechard

### Réalisateur
- 1910 : Il perdono
- 1910 : Le Déserteur
- 1910 : Les Ducs de la Tolfe
- 1912 : Supplizio d'anime
- 1914 : Il vampiro
- 1915 : Il romanzo di un atleta
- 1915 : Il tamburino sardo
- 1915 : La Maschera dell'eroe
- 1915 : La Piccola vedetta lombarda
- 1915 : Lungi dal nido
- 1915 : Sul limite del Nirvana
- 1915 : Tranquillo entra in società